# تومي غراهام (سياسي)
تومي غراهام (بالإنجليزية: Tommy Graham)‏ هو سياسي بريطاني، ولد في 5 ديسمبر 1943 في المملكة المتحدة، وتوفي في 20 أبريل 2015. حزبياً، نشط في حزب العمال.

## مناصب
- في الانتخابات العمومية للمملكة المتحدة 1987 [الإنجليزية]‏، انتخب عضو البرلمان الخمسون للمملكة المتحدة عن دائرة Renfrew West and Inverclyde (UK Parliament constituency) [الإنجليزية]‏ خلال فترته النيابية ‏ (11 يونيو 1987 – 16 مارس 1992).
- في الانتخابات العامة في المملكة المتحدة 1992 [الإنجليزية]‏، انتخب عضو البرلمان الحادي والخمسون للمملكة المتحدة عن دائرة Renfrew West and Inverclyde (UK Parliament constituency) [الإنجليزية]‏ خلال فترته النيابية ‏ (9 أبريل 1992 – 8 أبريل 1997).
- انتخب عضو البرلمان الثاني والخمسون للمملكة المتحدة عن دائرة رينفروشاير الغربية [الإنجليزية]‏ وقد انضم خلال فترته النيابية ‏ (10 سبتمبر 1998 – 14 مايو 2001) للكتلة البرلمانية مستقل.
- في الانتخابات العامة في المملكة المتحدة 1997 [الإنجليزية]‏، انتخب عضو البرلمان الثاني والخمسون للمملكة المتحدة عن دائرة رينفروشاير الغربية [الإنجليزية]‏ وقد انضم خلال فترته النيابية ‏ (1 مايو 1997 – 9 سبتمبر 1998) للكتلة البرلمانية حزب العمال.